# Березовица (напиток)
Березовица (березица, березовник, березовка) — один из древнерусских напитков, известный во времена скифов.
Готовится из бродящего в тепле берёзового сока. Раньше это делалось в больших открытых бочках. В результате брожения получался сладковатый слабоалкогольный напиток. До X—XI веков березовица была основным русским напитком, и лишь позже её место занял квас. Ещё в XIX веке традиция изготовления напитка сохранялась в Белоруссии. В связи с повышением цен на берёзовый лес производство березовицы сокращается и в это время возникает пословица «Березовицы на грош, а лесу — на рубль изведёшь». В XX веке в СССР изготавливаемый промышленным способом берёзовый сок лишь отдалённо напоминал березовицу, так как его изготавливали с добавлением сахара и не подвергали брожению.